# معركة سوميت بوينت
معركة سوميت بوينت (بالإنجليزية: Battle of Summit Point)‏ ، والمعروفة أيضًا باسم معركة كاميرون ديبوت ، هي معركة انتهت بنتائج غير حاسمة وذلك كجزء من أحداث الحرب الأهلية الأمريكية ووقعت هذه المعركة في يوم 21 أغسطس 1864 ، بالقرب من سوميت بوينت، فرجينيا الغربية . 
كانت المعركة جزءًا من، حملة وادي شنريدا، والتي استمرت خلال الفترة بين أغسطس وديسمبر 1864. فبينما تمركز الجيش الاتحادي بالقرب من تشارلز تاون ، قام الجيش الكونفدرالي بمهاجمة قوات الاتحاد في 21 أغسطس.  من جهة الشمال حيث تواجد سلاح الفرسان الاتحادي في سوميت بوينت. خاضت قوات الاتحاد إجراءات فعالة لتعطيل تقدم الجيش الكونفدرالي، ومن ثم انسحبت بالقرب من هال تاون في اليوم التالي. وأسفرت المعركة عن 1000 قتيل.

## روابط خارجية
- البحث في السجلات الأصلية جامعة ولاية أوهايو.
- The Battle at Summit Point The Retrograde Movement New York Times ، 21 أغسطس، 1864.

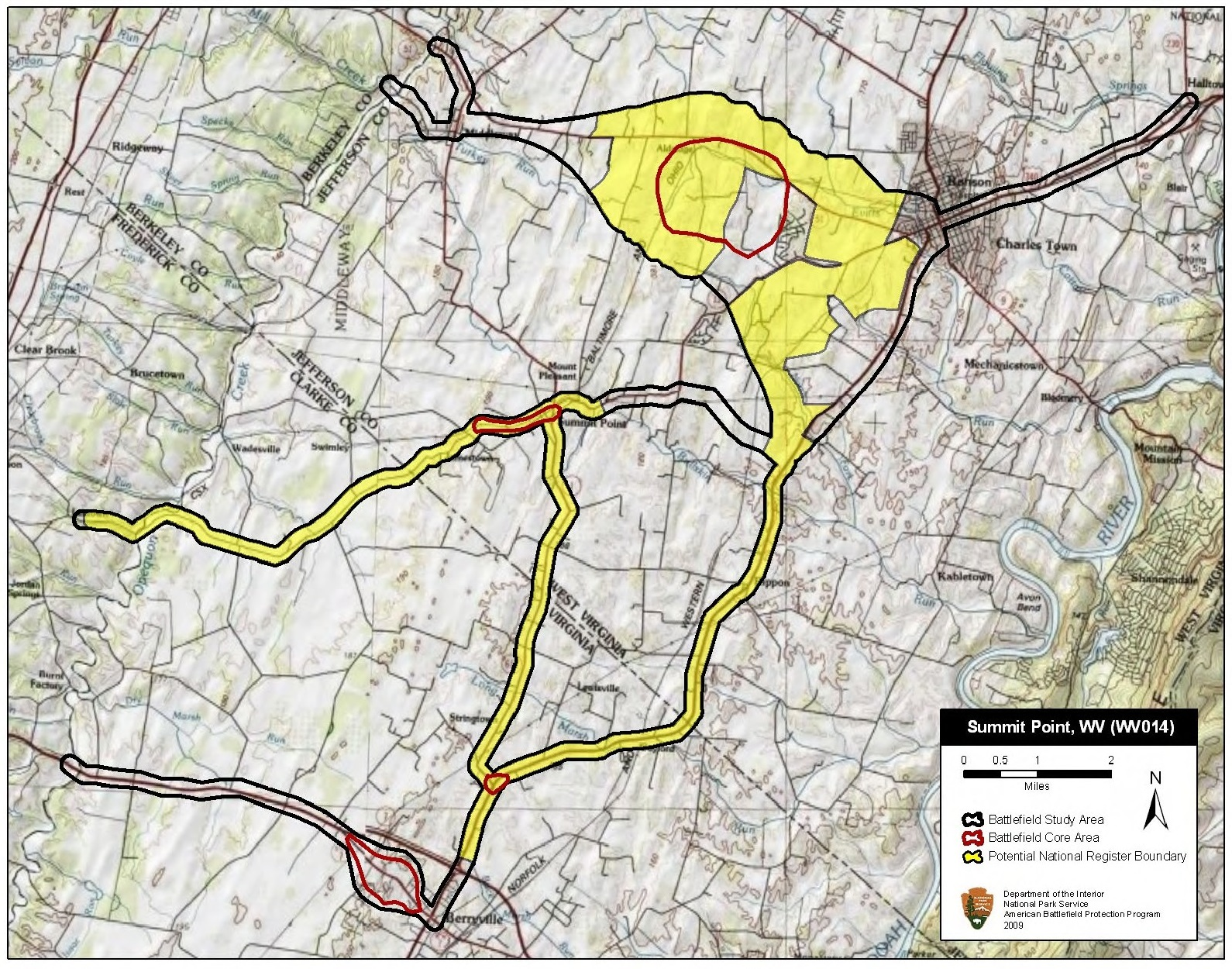
خريطة لبيلدفيلد ومناطق الدراسة بها برنامج حماية ساحة المعركة الأمريكية  [لغات أخرى]‏ .